# Koncza-Zaspa
Koncza-Zaspa (ukr. Конча-Заспа) – ukraińska historyczna dzielnica w płd.-wsch. okolicy Kijowa. Obszar obejmuje osiedla typu miejskiego Czapajewka i Kozyn oraz działki, lasy i parki wzdłuż prawego brzegu Dniepru.
Najważniejszym obiektem jest Państwowa rezydencja Prezydenta Ukrainy. Są też inne państwowe rezydencje.
W latach 90. wybudowano nowoczesny ośrodek treningowy dla klubu piłkarskiego Dynamo Kijów.
Na obszarze znajdują się też sanatorium „Koncza-Zaspa”, „Żowteń”, „Prolisok”.
Jego nazwa pochodzi od słów: zaspa – wzniesienie powstałe przez naniesienie mułu i piasku, często tworzącym się na jeziorach, rzeczkach i innych obszarach wodnych; koncza – ich końcowa część, brzeg.